# Ван Фен
Ван Фен  (кит.: 王峰, 17 квітня 1979) — китайський стрибун у воду, олімпійський чемпіон.

## Виступи на Олімпіадах
| Олімпіада  | Дисципліна                   | Місце |
| ---------- | ---------------------------- | ----- |
| Афіни 2004 | трамплін                     | 4     |
| Пекін 2008 | синхронні стрибки з трамліна | 1     |